# Una vez al año
Una vez al año (Same Time, Next Year en su versión original) es una obra de teatro de Bernard Slade, estrenada en 1975.

## Argumento
Dicha obra nos presenta a George, un contador de Nueva York y a Doris, una ama de casa de California. En febrero de 1951 pasan en una posada del norte de California una noche como amantes. Desde aquel día, se prometen que a pesar de estar ambos casados y con hijos, se reunirán todos los años venideros el mismo día y en el mismo lugar. A través de los encuentros, descubriremos los problemas matrimoniales, nacimientos, muertes y devenires que la vida les aplica, así como deben ser capaces de adaptarse a los múltiples cambios sociales que la vida les exige.

## Representaciones destacadas
- Brooks Atkinson Theatre, Broadway, 14 de marzo de 1975
  - Dirección: Gene Saks.
  - Intérpretes: Ellen Burstyn, Charles Grodin
- Teatro Eslava, Madrid, 17 de septiembre de 1975. Estreno en España
  - Dirección: Luis Escobar.
  - Escenografía: Emilio Burgos.
  - Intérpretes: Irene Gutiérrez Caba, Carlos Estrada sustituido por Pablo Sanz.
- Teatro, Caracas, 1976.
  - Dirección: Jaime Azpilicueta.
  - Escenografía: Emilio Burgos.
  - Intérpretes: Gemma Cuervo, Fernando Guillen.